# الواحدة صباحا (فلم 1916)
الواحدة صباحا (بالإنجليزية: One AM)، يعرف أيضا بأسم (تشارلي يعود متأخر)، وهو فيلم كوميدي أمريكي صامت من عام 1916 بطولة تشارلي تشابلن تم إنتاجه في شركة موتوال فيلم.

## القصة
يبدأ الفيلم بمشهد شاب ثري (تشابلن) يصل إلى منزله بسيارة أجرة في الصباح بعد ليلة من الإفراط في شرب الخمر. يحاول عبثًا الإمساك بالمقبض من الخارج. وهو يفكر: "إنهم يحتاجون حقًا إلى وضع المقابض بالقرب من الباب."
وعندما وجد القبضة أخيرًا بعد بعض البحث، خرج واضعًا يده على نافذة سيارة الأجرة المفتوحة. لكنه في حالة سكر يعتقد أن يده عالقة ويحاول إخراجها. يقول: "لم أحب سيارات الأجرة أبدًا".
ثم يخرج منديله، ويمسح أنفه به، ويمسح المخاط على باب سيارة الأجرة، في محاولة لتحرير يده. ومع ذلك، سقط منديله، ولم يفكر تشارلي، وهو في حالة سكر، في حقيقة أنه يتعين عليه سحب يده والمشي من الجانب لاستعادة منديله، وكاد أن يدمر سيارة الأجرة ويكاد يقتل نفسه أثناء محاولته استعادة منديله. منديل بالطريقة الصعبة.

## طاقم التمثيل
- تشارلي تشابلن - السكران
- ألبرت أوستن - سائق التاكسي

## وصلات خارجية
- الواحدة صباحا على موقع IMDb (الإنجليزية)
- الواحدة صباحا على موقع ألو سيني (الفرنسية)
- الواحدة صباحا على موقع أول موفي (الإنجليزية)
- الواحدة صباحا على موقع فيلمافينيتي (الإسبانية)
- الواحدة صباحا على موقع قاعدة بيانات الفيلم (الإنجليزية)
- الواحدة صباحا على موقع ليتربوكسد (الإنجليزية)
- الواحدة صباحا على موقع كينوبويسك (الروسية)
- الفيلم القصير One A.M. متوفر للتحميل من موقع أرشيف الإنترنت [المزيد]
- Article at InDigest Magazine about the film recently being scored by Justin Vernon (Bon Iver)